# Nécropole de La Pedata

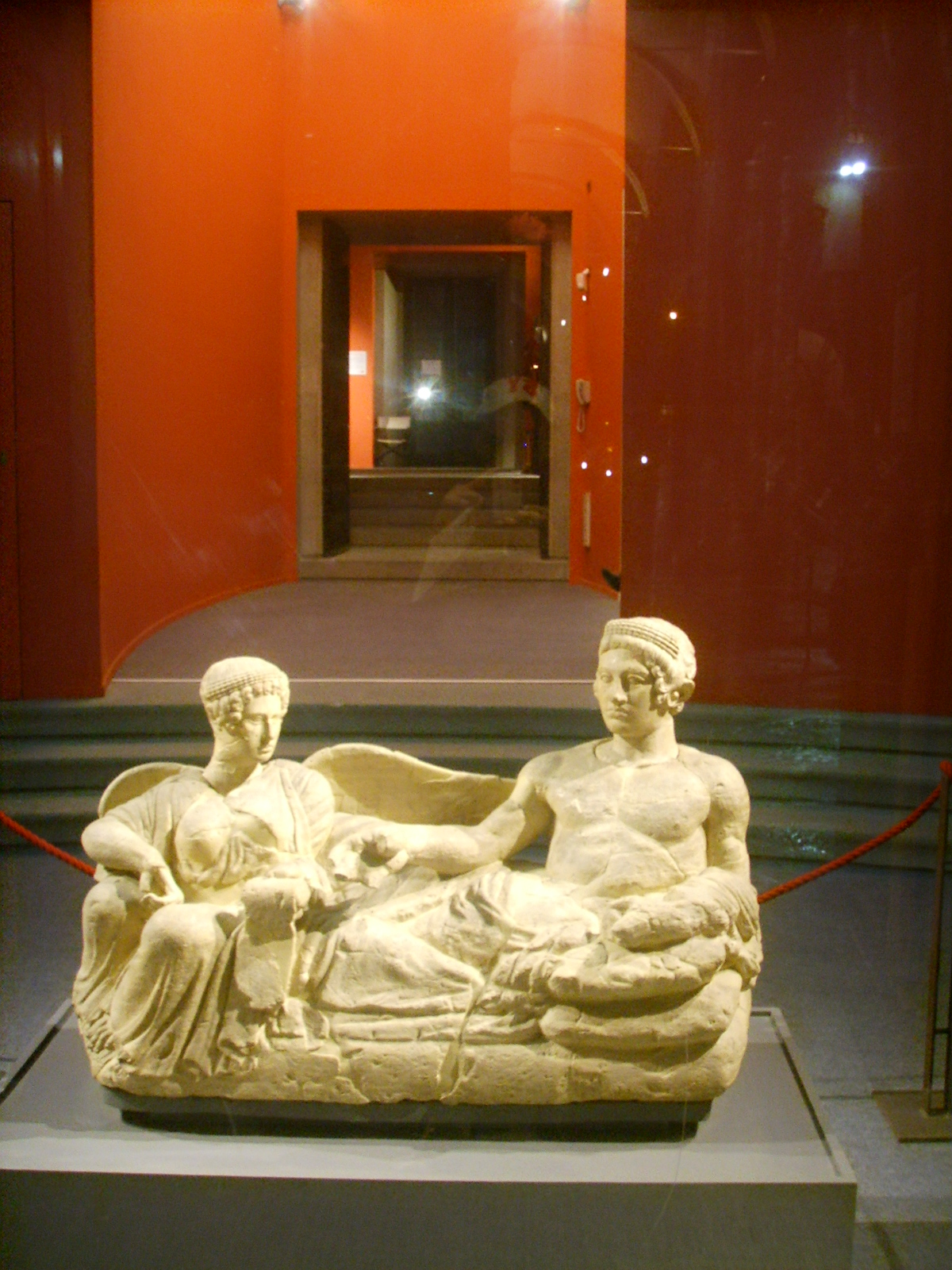
Sarcophage figuré de couple, transféré à Florence.

La nécropole de la Pedata  est un site étrusque situé près de Chianciano Terme, en province de Sienne (Italie).

## Description
Entre autres pièces majeures, le site, avant son exploration systématique des années 1980, avait fait déjà l'objet de la découverte en 1846 de la  Mater Matuta étrusque, une cinéraire anthropomorphe de l'époque classique.
Les fouilles mont mis au jour une vingtaine de tombes dont une au plafond particulièrement ouvragé, épargnée par  les pillages de tombaroli au XIXe siècle.
La tombe Morelli, découverte en 1995, celle d'un prince de la période orientalisante étrusque  (VIIe siècle av. J.-C.), trouvée avec son mobilier funéraire intact, a fait l'objet d'une reconstitution au musée de la ville avec les objets replacés dans la configuration de leur découverte.
Certaines des pièces du mobilier funéraire des tombes sont exposées au musée Musée archéologique national delle Acque, d'autres ont été transférées au musée archéologique national de Florence (un type Sarcophage des Époux, de la pose du banquet étrusque).